# Perisama johannes
Perisama johannes är en fjärilsart som beskrevs av Charles Oberthür 1916. Perisama johannes ingår i släktet Perisama och familjen praktfjärilar. Inga underarter finns listade i Catalogue of Life.